# Sporisorium culmiperdum
Sporisorium culmiperdum är en svampart som först beskrevs av Joseph Schröter, och fick sitt nu gällande namn av Vánky 1993. Sporisorium culmiperdum ingår i släktet Sporisorium och familjen Ustilaginaceae.   Inga underarter finns listade i Catalogue of Life.